# Leskea guineensis
Leskea guineensis är en bladmossart som beskrevs av Brotherus och Jean Édouard Gabriel Narcisse Paris 1908. Leskea guineensis ingår i släktet Leskea och familjen Leskeaceae. Inga underarter finns listade i Catalogue of Life.